# Claude-Joseph Portier
Pour les articles homonymes, voir Portier (homonymie).
Claude-Joseph Portier, né le 24 mai 1841 à Paris et mort le 9 mai 1910 à Alger, est un photographe français, actif en Algérie de 1863 à 1882.

## Biographie

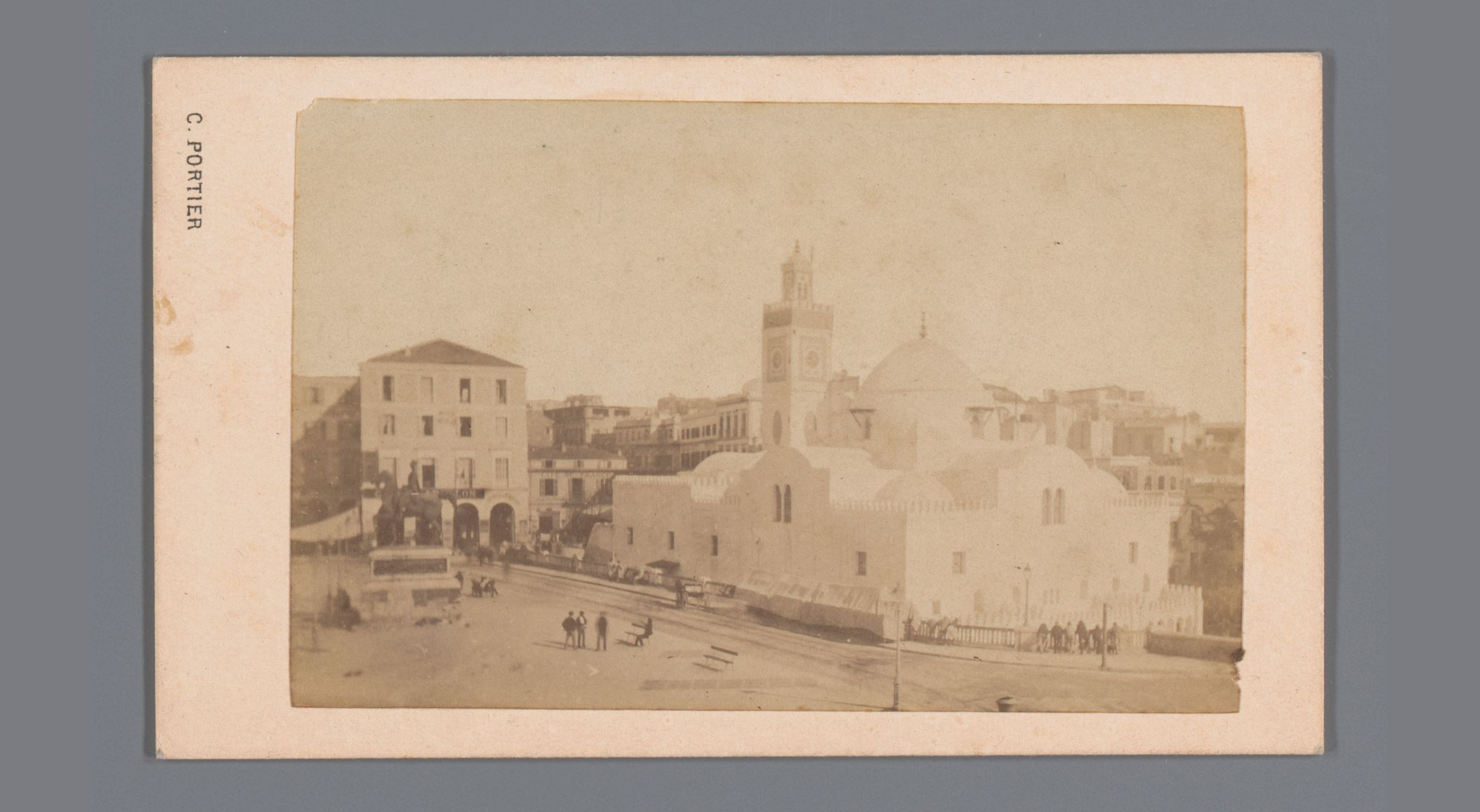
Photo d'Alger signée C. Portier.

Claude-Joseph Portier dit Claudius Portier est un ancien élève de l'ENSAM d'Aix-en-Provence (1858-1862). Il étudie la photographie auprès d'Auguste Belloc avant d'installer un studio de photographie à Alger au 7 de la rue Napoléon. Il est l’un des premiers photographes professionnels installés à Alger, avec Alary et Geiser Alary. Il déclare être membre de la Société française de photographie (SFP) dans une annonce parue dans Akhbar.  le Journal de l'Algérie du 19 juillet 1863.
Il réalise une série de portraits, de scènes et de types, sous l'intitulé L’Algérie pittoresque.
Portier a annoncé en détail dans le journal Akhbar que depuis quelques années (vers 1863) qu’il avait façonné son entreprise comme « Photographie Nouvelle » et qu’il était ouvert tous les jours, sauf le vendredi (journée normale de fermeture dans les communautés musulmanes).
Claude-Joseph Portier a participé à l’exposition universelle de Paris en 1867. 
En 1868, Portier, imitant un studio parisien à la mode de l'époque, offrait la possibilité de « photographie hippique » (photographies de cavaliers et leurs chevaux) et a déclaré qu'il « opérait lui–même ». 
En 1878, il devient correspondant avec Jean Geiser pour la Compagnie Giraudon de Paris, la première agence photographique. Il a été l'un des photographes les plus talentueux à Alger et a remporté une médaille d'or pour ses photographies.
Il cède son atelier de photogravures en 1883 au photographe Alexandre Leroux.

## Publications
- Guide et catalogue Portier : Alger 1874, Alger, V. Aillaud et Cie, 1873, 44 p. Lire en ligne sur Gallica.
- Guide catalogue Portier, Alger, Aillaud, 1878, 100 p. Lire en ligne sur Gallica.